# 女女性行为者

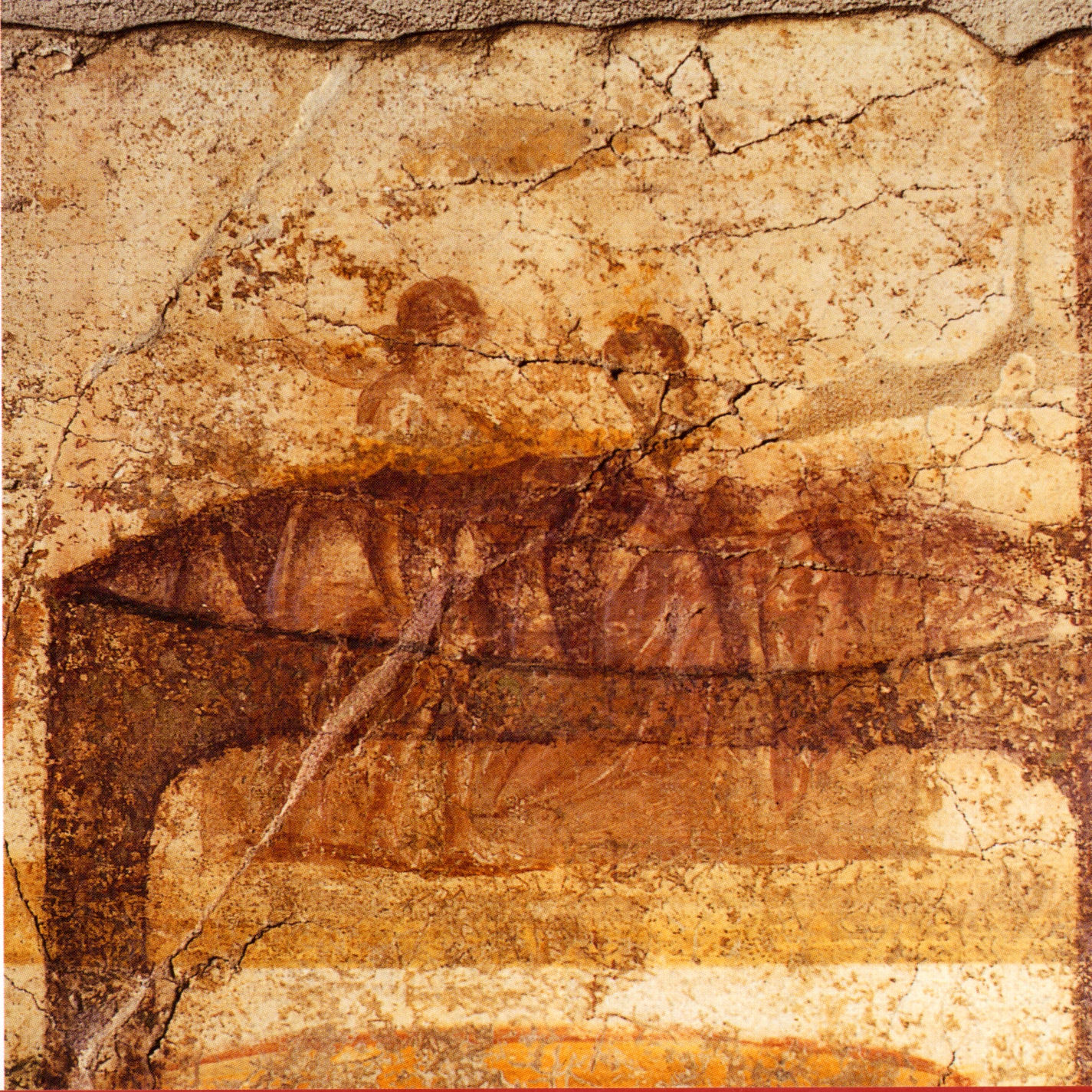
壁畫中描繪兩女人間親密的姿態

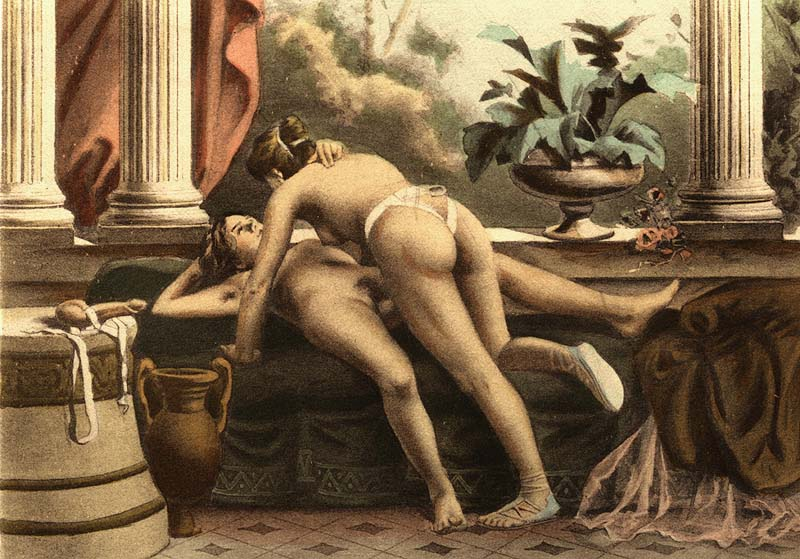
女女性行为

女女性行为者（英文：women who have sex with women，缩写WSW，又译女女性接触者、女女性行为人群）是指与同性发生性关系的女性，而不管她们自我认定为何种性向，同性恋、异性恋或者双性恋。因为该术语通常只用于确定性别的人士身上，所以除非有证据显示性别非确定者发生类似的行为或者具有相同危险性的性行为，否则应该避免使用这个术语来描述跨性别者、变性者或雌雄间性者。
女女性行为不僅僅發生在同性戀群體，事實上，包括同性戀、雙性戀、部分異性戀人群，可能在监狱、军队、单一性别的寄宿学校或者其他性别隔离的群体中出現境遇性性行為。

## 女女性接触者包括：
- 性活跃期的女同性戀者；
- 与其他女性发生性行为的女雙性戀者；
- 境遇性情況下与其他女性發生性行為的女異性戀者；
- 为女性提供性服务的女性性工作者；
- 出演女女色情作品的女女色情演员；
- 强奸女性的女性強姦犯與女性受害者；

女女性行為除女陰摩擦、口交、指交、拳交、性虐恋以外，一些引起性快感、達到性高潮的性刺激行為：女女手交及其各種演化形式。

## 脚注
1. ↑  Chasnoff, Brian. . The Daily Texan. 2/5/04  [2013-04-02]. （原始内容存档于2007-08-12） （英语）.